# Motorama (banda)
Motorama es una banda de post punk formada en el 2005 en la ciudad de Rostov del Don por Vladislav Parshin. 
También la mayoría de sus integrantes pertenecen al grupo Utro (en ruso: Утро) en la cual algunos conservan su alineación original en Motorama.
El grupo es considerado como uno de los grupos más representativos de la música independiente en Rusia.
El grupo ha editado dos EP y cinco álbumes de estudio: Alps de 2010, Calendar de 2012, Povertry de 2015, Dialogues de 2016, realizados por Talitres Records y Many Nights de 2018.
El grupo es conocido por sencillos como "Pole Star", "Heavy Wave", "One Moment", "Eyes", "Alps", "Ghost", "Wind In Her Hair" y "To The South".

## Integrantes

### Formación actual
- Vladislav Parshin (Владислав Паршин) - vocalista, guitarra, bajo
- Irina Parshina - bajo, guitarra
- Michail Nikylin - batería

### Exintegrantes
- Alexander Norets (Александр Норец) - teclados
- Vasily Yakovenko (Василий Яковенко) - bajo
- Vadim Kvasov (Вадим Квасов) - batería
- Anton Oster (Антон Остер) - bajo
- Maksim Polivanov - guitarra
- Evgeny Chervonny (Евгений Червонный) - bajo
- Roman Belenky (Роман Беленький) - batería

## Discografía

### Álbumes de estudio
- 2010: "Alps"
- 2012: "Calendar"
- 2015: "Poverty"
- 2016: "Dialogues"
- 2018: "Many Nights"
- 2021: "Before the road"
- 2023: "Sleep, and I will Sing"

### Sencillos
- 2009: "Ghost"
- 2011: "Empty Bed"
- 2011: "One Moment"
- 2013: "Eyes / Winter At Night"
- 2014: "She is There / Special Day"
- 2016: "Holy Day / Mirror"
- 2020: "The New Era"
- 2020: "Today & Everyday"
- 2022: "Tomorrow"
- 2023: "Another Chance"
- 2024: "Caerus"

### EP
- 2008: "Horse"
- 2009: "Bear"